# Francis Ford

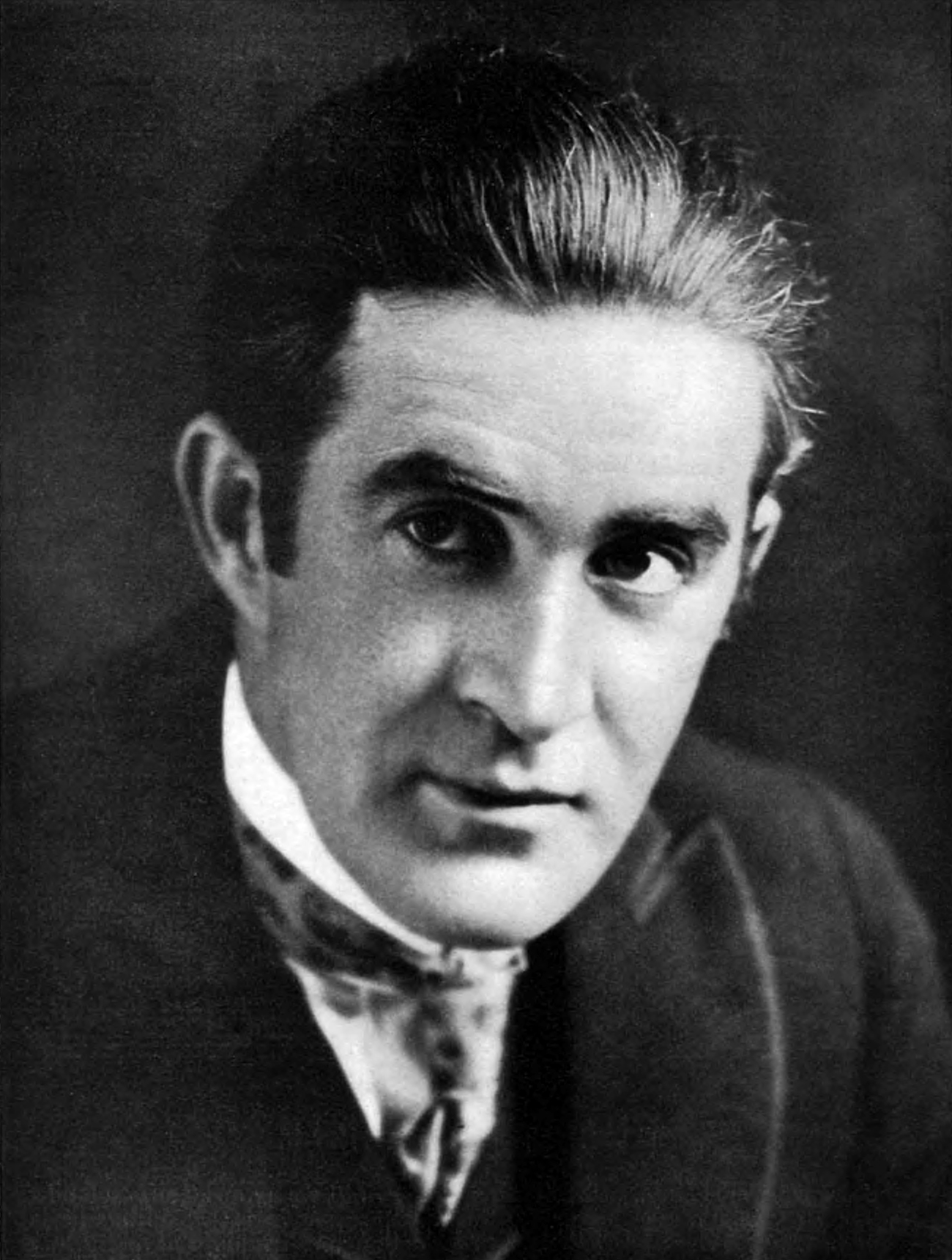
Francis Ford (1915)

Francis Ford (* 14. August 1881 in Portland, Maine; † 5. September 1953 in Los Angeles, Kalifornien; eigentlich Francis Joseph Feeney, auch Frank Feeney) war ein US-amerikanischer Filmschauspieler, Drehbuchautor und Regisseur. Er war der ältere Bruder des Regisseurs John Ford.

## Leben
Francis Joseph Feeney wurde 1881 als viertes Kind einer katholisch-irischen Einwandererfamilie in Maine geboren. Sein Vater John Augustine Feeney stammte aus dem irischen Spiddal, die Mutter Barbara „Abbey“ Curran von den Aran-Inseln. Insgesamt hatte das Ehepaar elf Kinder, von denen sechs das Erwachsenenalter erreichten.
Der rastlose und sehr ambitionierte Francis war das „schwarze Schaf“ der Familie und ging früh von der Schule ab. 1898 verpflichte er sich während des Spanisch-Amerikanischen Krieges in der Armee, wurde aber bereits während des Ausbildungscamps aufgrund seines Alters von 17 Jahren wieder entlassen. Nach seiner Rückkehr nach Portland nahm er verschiedene Aushilfstätigkeiten an, unter anderem in der Bar seines Vaters. Er verließ die Familie für eine kurze Tätigkeit beim Vaudeville-Theater, bevor er nach New York City ging. Dort wurde er beim Reinigen von Gaslampen wegen seines Aussehens von einem Mitarbeiter der Centaur Film Company entdeckt. In den folgenden Jahren arbeitete er als Schauspieler unter anderem für David Horsley und Al Christie. Später arbeitete er in New Jersey und Texas für die die US-Abteilung der französischen Star Film Company.
Bald nahm er das Pseudonym Francis Ford an, dass er in Anlehnung an die Ford Motor Company gewählt hatte, auch um seiner Familie nach den zahlreichen Arbeitsplatzwechseln und seiner gescheiterten ersten Ehe weitere Schande zu ersparen.
Francis Ford agierte in über 400 Filmen, vorwiegend im Western-Genre. In der frühen Stummfilmzeit zählte er zu den renommiertesten Westerndarstellern. So spielte er bereits 1912 in dem Film Custer’s Last Fight des Regisseurs Thomas Harper Ince die Hauptfigur des General Custer (eine Kleinrolle hatte er später ebenfalls 1941 in der Custer-Saga Sein letztes Kommando von Raoul Walsh). Nachdem Regisseur Ince vorwiegend als Produzent tätig geworden war, übernahm Francis Ford in den 1910er-Jahren auch Regieaufgaben für die von Ince herausgebrachten Westernfilme.
Francis Ford holte seinen jüngeren Bruder John Ford ins Filmgeschäft und verschaffte ihm erste Engagements. In den späteren Tonfilmen seines jüngeren Bruders John war er häufig in Nebenrollen zu sehen. Zu einer der bekanntesten Tonfilmrollen von Francis Ford wurde seine Darstellung eines verwirrten alten Mannes, der einem Lynchmob zum Opfer fällt, in dem filmhistorisch bedeutsamen, zur Entstehungszeit 1943 aber nur wenig erfolgreichen Western Ritt zum Ox-Bow von William A. Wellman.
Ford war dreimal verheiratet. Aus seiner 1900 geschlossenen Ehe zu Della Cole ging der Sohn Philip Ford hervor, der später ebenfalls Regisseur wurde. In zweiter Ehe war Francis Ford von 1909 bis zu deren Tod 1935 mit der Drehbuchautorin und Schauspielerin Elsie Van Name verheiratet, mit der zwei weitere Söhne hatte. Seine dritte Ehe mit Mary Elizabeth Swearingen Ford bestand bis zu seinem Tod 1953.

## Filmografie (Auswahl)
- 1909: The Stolen Wireless (Kurzfilm)
- 1912: Custer’s Last Fight
- 1914: A Study in Scarlet (Kurzfilm)
- 1920: A Man from Nowhere
- 1923: Banditenrache (Three Jumps Ahead)
- 1925: Die Millionenfaust (The Fighting Heart)
- 1927: Der Teufel im Sattel (The Devil’s Saddle)
- 1927: Der Untergang der Hesperus (The Wreck of the Hesperus)
- 1927: Onkel Tom’s Hütte (Uncle Tom’s Cabin)
- 1928: Die goldene Hölle (The Trail of ’98)
- 1929: Die schwarze Garde (The Black Watch)
- 1929: Das Geheimnis der Höllenschlucht (The Lariat Kid)
- 1930: Der Kapitän der Garde (Captain of the Guard)
- 1930: Abraham Lincoln
- 1930: Die Indianer kommen (The Indians Are Coming)
- 1931: Wo die Wolga fließt... (Resurrection)
- 1931: Unter der See (Seas Beneath)
- 1931: The Front Page
- 1931: Der Mut zum Glück (A Free Soul)
- 1931: Frankenstein
- 1931: Alles für dein Glück (Possessed)
- 1931: Buffalo Bill, der tollkühne Reiter (Battling with Buffalo Bill)
- 1932: Scarface
- 1932: Tom rechnet ab (Destry Rides Again)
- 1932: Der Ritt ins Todestal (The Rider of Death Valley)
- 1932: Helden des Wilden Westens (Heroes of the West)
- 1932: Air Mail
- 1933: Der Mann von Monterey (The Man from Monterey)
- 1933: Dr. Bull (Doctor Bull)
- 1933: Charlie Chan’s Greatest Case
- 1934: Kampf um den Piratenschatz (Pirate Treasure)
- 1934: Die letzte Patrouille (The Lost Patrol)
- 1934: Das Leben geht weiter (The World Moves On)
- 1934: Judge Priest
- 1935: Stadtgespräch (The Whole Town’s Talking)
- 1935: Der Verräter (The Informer)
- 1935: Mit Volldampf voraus (Steamboat Round the Bend)
- 1935: Goin’ to Town
- 1936: Charlie Chans Geheimnis (Charlie Chan’s Secret)
- 1936: Paddy O’Day
- 1936: Der Gefangene der Haifischinsel (The Prisoner of Shark Island)
- 1936: Charlie Chan im Zirkus (Charlie Chan at the Circus)
- 1936: Der Held der Prärie (The Plainsman)
- 1936: Der Pflug und die Sterne (The Plough and the Stars)
- 1937: Ein Stern geht auf (A Star Is Born)
- 1937: The Road Back
- 1937: Das Sklavenschiff (Slave Ship)
- 1937: Mannequin
- 1938: Chicago (In Old Chicago)
- 1938: Im goldenen Westen (The Girl of the Golden West)
- 1938: Über die Grenze entkommen (The Texans)
- 1939: Ringo (Stagecoach)
- 1939: Der junge Mr. Lincoln (Young Mr. Lincoln)
- 1939: Der große Milchkrieg von Colorado (Colorado Sunset)
- 1939: Trommeln am Mohawk (Drums Along the Mohawk)
- 1939: Geronimo, die Geißel der Prärie (Geronimo)
- 1940: Früchte des Zorns (The Grapes of Wrath)
- 1940: Die Perlenräuber von Pago-Pago (South of Pago Pago)
- 1941: Überfall der Ogalalla (Western Union)
- 1941: Tabakstraße (Tobacco Road)
- 1941: Sein letztes Kommando (They Died with Their Boots On)
- 1943: Ritt zum Ox-Bow (The Ox-Bow Incident)
- 1943: Desperados – Aufruhr der Gesetzlosen (The Desperadoes)
- 1943: Laurel und Hardy: Die Wunderpille (Jitterbugs)
- 1944: Zu Hause in Indiana (Home in Indiana)
- 1944: Wilson
- 1944: Laurel und Hardy: Der große Knall (The Big Noise)
- 1944: The Climax
- 1944: Das Korsarenschiff (The Princess and the Pirate)
- 1945: Falsche Scham (Mom and Dad)
- 1945: Incendiary Blonde
- 1945: Jahrmarkt der Liebe (State Fair)
- 1945: Ein Mann der Tat (San Antonio)
- 1946: Gehaßt, gejagt, gefürchtet (Renegades)
- 1946: Die Gräfin von Monte Christo (The Wife of Monte Cristo)
- 1946: College Queen (Kurzfilm)
- 1946: Schwester Kenny (Sister Kenny)
- 1946: Faustrecht der Prärie (My Darling Clementine)
- 1947: California
- 1947: Rächer ohne Waffen (Gunfighters)
- 1947: Die Unbesiegten (Unconquered)
- 1948: Bis zum letzten Mann (Fort Apache)
- 1948: Die Plünderer von Nevada (The Plunderers)
- 1948: Spuren im Sand (3 Godfathers)
- 1949: Der Teufelshauptmann (She Wore a Yellow Ribbon)
- 1950: The Lone Ranger (Fernsehserie, Folge 1x31 Das Gold von Sam Dingle)
- 1950: Westlich St. Louis (Wagon Master)
- 1950: The Gene Autry Show (Fernsehserie, 2 Folgen)
- 1952: Der Sieger (The Quiet Man)
- 1952: Der Löwe von Arizona (Toughest Man in Arizona)
- 1952: Gefährliches Blut (The Lawless Breed)
- 1953: Wem die Sonne lacht (The Sun Shines Bright)
- 1953: The Marshal’s Daughter